# Ioan Grigoraș
Ioan Grigoraș (Băcâia, 7 de enero de 1963) es un deportista rumano que compitió en lucha grecorromana.
Participó en los Juegos Olímpicos de Barcelona 1992, obteniendo una medalla de bronce en la categoría de 130 kg. Ganó una medalla de plata en el Campeonato Mundial de Lucha de 1985 y dos medallas en el Campeonato Europeo de Lucha, plata en 1992 y bronce en 1990.

## Palmarés internacional
| Juegos Olímpicos   | Juegos Olímpicos       | Juegos Olímpicos  | Juegos Olímpicos |
| Año                | Lugar                  | Medalla           | Categoría        |
| ------------------ | ---------------------- | ----------------- | ---------------- |
| 1992               | Barcelona (España)     | Medalla de bronce | 130 kg           |
| Campeonato Mundial |                        |                   |                  |
| Año                | Lugar                  | Medalla           | Categoría        |
| 1985               | Kolbotn (Noruega)      | Medalla de plata  | 130 kg           |
| Campeonato Europeo |                        |                   |                  |
| Año                | Lugar                  | Medalla           | Categoría        |
| 1990               | Poznań (Polonia)       | Medalla de bronce | 130 kg           |
| 1992               | Copenhague (Dinamarca) | Medalla de plata  | 130 kg           |